# 勒克萊爾 (愛荷華州)
勒克萊爾（英語：Le Claire）是一個位於美國愛荷華州斯科特縣的城市。

## 地理
勒克萊爾的座標為41°35′46″N 90°21′23″W / 41.59611°N 90.35639°W，而該地的平均海拔高度為179米（即587英尺）。

## 人口
根據2010年美國人口普查的數據，勒克萊爾的面積為12.61平方千米，當中陸地面積為12.10平方千米，而水域面積為0.51平方千米。當地共有人口3765人，而人口密度為每平方千米298人。